# Juana Inés de la Cruz
Søster Juana Inés de la Cruz (født Juana de Asbaje y Ramírez de Santillana) (1651–1695) var forfatter og tænker, og hieronymitter-nonne i Ny Spanien, i det nuværende Mexico. Hun anses for den første kvindelige digter i den Nye Verden, og er en central skikkelse i Mexicos nationallitteratur. Hendes værk omfatter korte digte såvel som lange filosofiske digte, og teaterstykker. Hun skrev på spansk og latin og brugte desuden det indianske sprog Nahuatl i sine digte. Allerede som barn udviste un store intellektuelle gaver og en stor appetit for viden, hun måtte dog lære alt ved selvstudie da det ikke var tilladt for kvinder at gå på universitetet. Hun kom i den Ny Spanske vicedronnings tjeneste og fik ry for at kunne måle sig i viden med de mest lærte mænd ved vicekongens hof. Som attenårig gjorde hun løfter som nonne i den hieronymittiske orden, hvor hun fortsatte sine studier. I sine digte kritiserede hun kolonitidens mandsdominerede samfund, og lod stemmer blande sig fra de forskellige etniske grupper i datidens samfund. Da biskoppen af Puebla uden hendes tilladelse udgav en af hendes skrifter under pseudonymet "Filotea de la Cruz" og kritiserede hendes interesse i sekulære studier svarede hun igen med skriftet Svar til Søster Filotea hvor hun i skarpe toner forsvarede kvindens ret til at tilegne sig viden og hendes ligestilling med manden i intellektuel kapacitet. Dette svar blev så ilde modtaget at kirken tvang hende til at underskrive en tavshedsløfte med sit eget blod, og til at sælge sit bibliotek og hengive sig til åndelige sysler. Hun døde et år senere af pest, efter at have tilset og plejet andre pestramte nonner.
Blandt hendes vigtigste værker er første del af det kun delvist udgivne langdigt Drømmmen, det sekulære teaterstykke Kærligheden er en labyrint' (Om Theseus og Ariadne), og hendes religiøse stykker såsom ode til den Guddommelige Narcissus.